# Hemigymnus
Pour les articles homonymes, voir Tamarin.
Genre
Hemigymnus est un genre de poissons de la famille des Labridae. Il regroupe des espèces appelées tamarins.

## Liste des espèces
Selon World Register of Marine Species (6 mai 2014), ITIS (6 mai 2014) et FishBase (6 mai 2014) :
- Hemigymnus fasciatus (Bloch, 1792) - tamarin à bandes noires
- Hemigymnus melapterus (Bloch, 1791) - tamarin vert

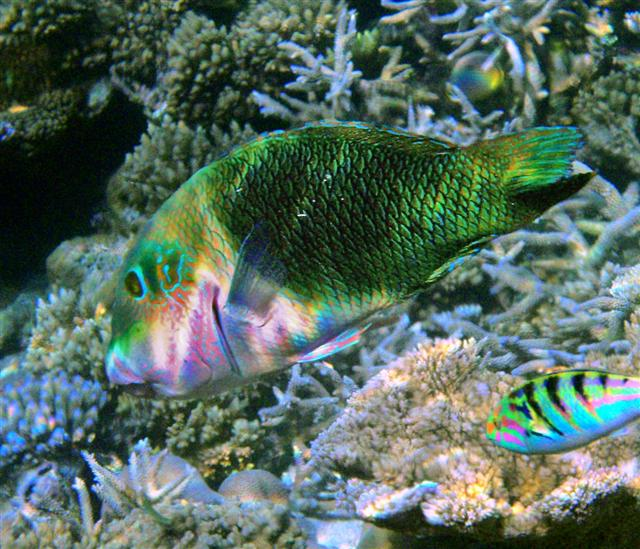
Hemigymnus melapterus